# Ida Ingemarsdotter
Ida Ingemarsdotter, née le 26 avril 1985 à Sveg, est une fondeuse suédoise. Spécialiste du sprint, elle devient vice-championne du monde de la discipline en 2013, après avoir remporté un titre mondial par équipes en 2011 et gagne deux manches de la Coupe du monde en 2012. Elle obtient des résultats en distance, devenant championne olympique avec le relais en 2014, décrochant deux médailles en relais aux mondiaux et termine notamment quatrième du Nordic Opening 2015-2016.

## Biographie
Chez les juniors, elle remporte deux médailles aux Championnats du monde de la catégorie, avec l'argent sur le sprint libre en 2004 et le bronze sur le sprint classique en 2005. Elle fait ses débuts dans la Coupe du monde en février 2004 à Stockholm, où elle inscrit ses premiers points avec le 24e rang au sprint. Son prochain résultat dans le top trente à ce niveau est obtenu en mars 2006 à Borlänge, où elle est septième sur le sprint libre. En 2007, elle reçoit sa première sélection pour des Championnats du monde, lors de l'édition de Sapporo, prenant la huitième place du sprint classique. En 2008, elle gagne une médaille d'argent sur le sprint aux Championnats du monde des moins de 23 ans à Malles.
Aux Championnats du monde 2009, elle finaliste du sprint libre, qu'elle achève au quatrième rang, son meilleur résultat jusque là. Elle confirme ce résultat l'hiver suivant, montant sur ses premiers podiums en Coupe du monde en sprint par équipes à Düsseldorf et individuel à Canmore (style classique).
Elle est considérée comme l'une des meilleures fondeuses en sprint des années 2010. Elle remporte un titre olympique sur l'épreuve du relais, également composé de Emma Wikén, Anna Haag et Charlotte Kalla, lors des Jeux olympiques de 2014. Avec cette dernière, elle remporte le titre mondial en sprint par équipes et la médaille d'argent en relais, celui-ci étant complété par Anna Haag et Britta Norgren en 2011. Elle est aussi vice-championne du monde du sprint classique en 2013, où elle récolte deux autres médailles d'argent au relais et au sprint par équipes. Elle compte en Coupe du monde dix-sept podiums dont deux victoires individuelles en sprint libre en 2012 à Milan, puis Szklarska Poreba et cinq victoires en sprint par équipes (Milan 2012, Otepää 2015, Planica 2016, Dresde 2018 et Lahti 2019).
En 2019, elle dispute son dernier championnat du monde à Seefeld, terminant notamment onzième du skiathlon. 
Après avoir pris sa retraite sportive, elle devient entraîneuse à Östersund.

## Palmarès

### Jeux olympiques d'hiver
Ida Ingemarsdotter participe à trois éditions des Jeux olympiques, aux Jeux olympiques de 2010 où sa meilleure performance est une cinquième place en relais, aux Jeux olympiques de 2014 où elle remporte le titre olympique avec le relais suédois, également composé de Emma Wikén, Anna Haag et Charlotte Kalla et aux Jeux de 2018.
| Épreuve / Édition   | Sprint                           | Sprint                           | 10 km                            | 10 km                            | Poursuite / Skiathlon 2 × 7,5 km | 30 km   | Relais                              | Relais                         |
| Épreuve / Édition   | libre                            | classique                        | libre                            | classique                        | Poursuite / Skiathlon 2 × 7,5 km | 30 km   | Sprint                              | 4 × 5 km                       |
| JO 2010 Vancouver   | Épreuve inexistante à cette date | 15e                              | Épreuve inexistante à cette date | Épreuve inexistante à cette date | 41e                              | Abandon | Épreuve inexistante à cette date    | 5e                             |
| JO 2014 Sotchi      | 5e                               | Épreuve inexistante à cette date | Épreuve inexistante à cette date | —                                | —                                |         | Médaille de bronze, Jeux olympiques | Médaille d'or, Jeux olympiques |
| JO 2018 Pyeongchang | Épreuve inexistante à cette date | 13e                              | 34e                              | Épreuve inexistante à cette date | —                                |         |                                     |                                |

Légende :
- : première place, médaille d'or
- : troisième place, médaille de bronze
- : pas d'épreuve
- — : Non disputée par Ida Ingemarsdotter

### Championnats du monde
Ida Ingemarsdotter a remporté cinq médailles au cours de ses sept participations aux Championnats du monde. Tout d'abord le titre mondial en sprint par équipes avec Charlotte Kalla et la médaille d'argent en relais avec Kalla, Anna Haag et Britta Norgren en 2011. En 2013, elle repart des mondiaux de Val di Fiemme avec trois médailles d'argent, soit une en individuel lors du sprint derrière Marit Bjørgen, ainsi que deux autres en sprint par équipes et en relais.
| Épreuve / Édition           | Sprint                           | Sprint                           | 10 km                            | 10 km                            | Poursuite / Skiathn 2 × 7,5 km | 30 km | Relais                   | Relais                   |
| Épreuve / Édition           | libre                            | classique                        | libre                            | classique                        | Poursuite / Skiathn 2 × 7,5 km | 30 km | Sprint                   | 4 × 5 km                 |
| Mondiaux 2007 Sapporo       | Épreuve inexistante à cette date | 8e                               | —                                | Épreuve inexistante à cette date | —                              | —     | —                        | —                        |
| Mondiaux 2009 Liberec       | 4e                               | Épreuve inexistante à cette date | Épreuve inexistante à cette date | —                                | —                              | —     | —                        | —                        |
| Mondiaux 2011 Oslo          | 12e                              | Épreuve inexistante à cette date | Épreuve inexistante à cette date | 28e                              | —                              | —     | Médaille d'or, monde     | Médaille d'argent, monde |
| Mondiaux 2013 Val di Fiemme | Épreuve inexistante à cette date | Médaille d'argent, monde         | —                                | Épreuve inexistante à cette date | —                              | —     | Médaille d'argent, monde | Médaille d'argent, monde |
| Mondiaux 2015 Falun         | Épreuve inexistante à cette date | 12e                              | —                                | Épreuve inexistante à cette date | —                              | —     | Médaille d'argent, monde | —                        |
| Mondiaux 2017 Lahti         | 5e                               | Épreuve inexistante à cette date | Épreuve inexistante à cette date | 17e                              | —                              | —     | 4e                       | —                        |
| Mondiaux 2019 Seefeld       | —                                | Épreuve inexistante à cette date | Épreuve inexistante à cette date | 33e                              | 11e                            | 13e   | —                        | —                        |

Légende :
- : première place, médaille d'or
- : deuxième place, médaille d'argent
- : pas d'épreuve

### Coupe du monde
- Meilleur classement général : 12e en 2016.
- 17 podiums : 
  - 6 podiums en épreuve individuelle : 2 victoires, 1 deuxième place et 3 troisièmes places.
  - 11 podiums en épreuve par équipes : 5 victoires, 5 deuxièmes places et 1 troisièmes places.

#### Courses par étapes
- Nordic Opening : 1 podium d'étape.
- Tour de ski : 2 podiums d'étape.

#### Détail des victoires
| Épreuve / Édition | Sprint                 | Sprint    |
| Épreuve / Édition | libre                  | classique |
| 2012              | Milan Szklarska Poreba |           |

#### Classements par saison
| Saison / Épreuve | Saison / Épreuve | Général | Général | Distance | Distance | Sprint | Sprint |                                  | Tour de ski depuis 2007          | Finales depuis 2008 Ski tour Canada (2016) | Nordic Opening depuis 2011 |
| ---------------- | ---------------- | ------- | ------- | -------- | -------- | ------ | ------ | -------------------------------- | -------------------------------- | ------------------------------------------ | -------------------------- |
| Saison / Épreuve | Saison / Épreuve | Class.  | Points  | Class.   | Points   | Class. | Points |                                  | Tour de ski depuis 2007          | Finales depuis 2008 Ski tour Canada (2016) | Nordic Opening depuis 2011 |
| 2004             | 2004             | 86e     | 7       | -        | -        | 53e    | 7      | Épreuve inexistante à cette date | Épreuve inexistante à cette date | Épreuve inexistante à cette date           |                            |
| 2005             | 2005             | -       | -       | -        | -        | -      | -      | Épreuve inexistante à cette date | Épreuve inexistante à cette date | Épreuve inexistante à cette date           |                            |
| 2006             | 2006             | 65e     | 39      | -        | -        | 36e    | 39     | Épreuve inexistante à cette date | Épreuve inexistante à cette date | Épreuve inexistante à cette date           |                            |
| 2007             | 2007             | 50e     | 72      | -        | -        | 27e    | 79     | —                                | Épreuve inexistante à cette date | Épreuve inexistante à cette date           |                            |
| 2008             | 2008             | 41e     | 108     | -        | -        | 26e    | 108    | —                                | —                                | Épreuve inexistante à cette date           |                            |
| 2009             | 2009             | 49e     | 89      | -        | -        | 31e    | 89     | —                                | —                                | Épreuve inexistante à cette date           |                            |
| 2010             | 2010             | 15e     | 395     | 54e      | 37       | 6e     | 336    | Ab.                              | 20e                              | Épreuve inexistante à cette date           |                            |
| 2011             | 2011             | 18e     | 360     | 27e      | 121      | 16e    | 159    | —                                | 10e                              | 17e                                        |                            |
| 2012             | 2012             | 22e     | 475     | 52e      | 37       | 6e     | 416    | 28e                              | Ab.                              | 26e                                        |                            |
| 2013             | 2013             | 32e     | 232     | 64e      | 19       | 10e    | 213    | —                                | Ab.                              | —                                          |                            |
| 2014             | 2014             | 37e     | 177     | 71e      | 10       | 15e    | 139    | —                                | 28e                              | 20e                                        |                            |
| 2015             | 2015             | 21e     | 300     | 35e      | 86       | 12e    | 170    | —                                | Épreuve inexistante à cette date | 12e                                        |                            |
| 2016             | 2016             | 12e     | 787     | 19e      | 278      | 6e     | 321    | —                                | Abandon                          | 4e                                         |                            |
| 2017             | 2017             | 15e     | 479     | 28e      | 127      | 8e     | 232    | —                                | 4e                               | 21e                                        |                            |
| 2018             | 2018             | 18e     | 435     | 18e      | 165      | 12e    | 192    | —                                | 21e                              | 9e                                         |                            |
| 2019             | 2019             | 15e     | 579     | 15e      | 197      | 6e     | 306    | Abandon                          | 15e                              | 12e                                        |                            |

Légende :
- — : Non disputée par Ida Ingemarsdotter
- : pas d'épreuve

### Championnat du monde junior
Ida Ingemarsdotter suscite de nombreux espoirs en raison de sa réussite aux Championnats du monde junior où en deux participations elle remporte une médaille d'argent en sprint style libre en 2004 et une médaille de bronze en sprint style classique en 2005.
| Épreuve / Édition       | Sprint                           | Sprint                           | 5 km                             | 5 km                             | Poursuite 2 × 5 km               | Relais                           |
| Épreuve / Édition       | libre                            | classique                        | libre                            | classique                        | Poursuite 2 × 5 km               | Relais                           |
| Mondiaux 2004 Stryn     | Médaille d'argent                | Épreuve inexistante à cette date | Épreuve inexistante à cette date | Épreuve inexistante à cette date | Épreuve inexistante à cette date | Épreuve inexistante à cette date |
| Mondiaux 2005 Rovaniemi | Épreuve inexistante à cette date | Médaille de bronze               | 39e                              | Épreuve inexistante à cette date | Épreuve inexistante à cette date | 5e                               |

### Championnats du monde des moins de 23 ans
- Médaille d'argent du sprint en 2008.

### Coupe de Scandinavie
- 1 podium.

### Championnats de Suède
- Championne du trente kilomètres libre en 2011.
- Championne du sprint classique en 2012 et 2013.